# Orbital Sciences X-34
O Orbital Sciences X-34 foi veículo de teste de baixo custo para demonstração de "tecnologias-chave" que poderia ser usado num sistema de lançamento reutilizável. Ele foi concebido para ser uma nave sem piloto autônomo alimentado por um motor de foguete de combustível líquido 'Fastrac', capaz de atingir Mach 8, e realizar 25 voos de teste por ano.

## História
O X-34 começou como um programa para um veículo demonstrador de tecnologia suborbital reutilizável. No início de 2001, o primeiro veículo estava quase pronto para voo, mas o programa foi encerrado após a NASA exigir mudanças consideráveis no projeto sem mais financiamento. O contratante, a Orbital Sciences, recusou-se a fazer as mudanças. Até este ponto, o projeto havia englobado gastos de pouco menos de 112 milhões de dólares estadunidenses: 85,7 milhões do contrato original com a projetista Orbital Sciences, 16 milhões da NASA e várias agências governamentais para o teste, e 10 milhões adicionais para a Orbital Sciences adaptar o seu transportador L-1011 para acomodar o X-34. O programa foi oficialmente cancelado pela NASA em 1 de março de 2001. O protótipo sem motor tinha sido utilizado apenas para rebocar e ensaios em voo cativo, quando o projeto foi cancelado.
Os dois objetos permaneceram no armazenamento na Base da Força Aérea de Edwards até 16 de novembro de 2010, quando ambos os X-34 foram transferidos com suas caudas verticais removidas de Dryden a um hangar de propriedade da escola Nacional de Teste de Piloto em Mojave, Califórnia. Eles devem ser inspecionados, e a NASA está investigando a possibilidade de restaurá-los ao estado de voo.